# Ramón Rodríguez Leal
Ramón Rodríguez Leal Martín (Plasencia, 1821-Madrid, 1884) fue un político español, diputado durante el reinado de Isabel II y el Sexenio Democrático, además de senador.

## Biografía
Nacido el 21 de enero de 1821 en la ciudad cacereña de Plasencia, era hijo de una familia acomodada de dicha población. Sus padres eran María Rosario Martín Barbero y el diputado Joaquín Rodríguez Leal Fernández. Se dedicó al estudio de las matemáticas y fue alumno de Alberto Lista. En 1837 marchó a Francia e ingresó en la Escuela Central de Artes y Manufacturas de París, donde continuó sus estudios. Terminó obteniendo el título de ingeniero.
Con la revolución de 1854 fue elegido vicepresidente y luego presidente de la Junta revolucionaria de Plasencia. En aquel año fue nombrado alcalde primero de Plasencia.  En 1856 fue nombrado diputado provincial, cargo que no llegó a ejercer por ser disuelto dicha corporación con el cambio de régimen.  En 1858 fue elegido diputado por el distrito de Plasencia.
Tras la revolución de 1868 volvió a obtener escaño de diputado en las Cortes constituyentes, en las que pertenecía a la fracción monárquico-democrática. También ocupó el cargo de senador, durante el Sexenio Democrático, por la provincia de Cáceres.
Rodríguez Leal, que volvió al Congreso de nuevo por el distrito de Plasencia ya durante la Restauración, en las elecciones de 1881, se suicidó en su domicilio del n.º 15 de la plaza del Progreso el 14 de enero de 1884. Casado con María de las Nieves Quintanilla Montalvo, fue padre del también ingeniero Joaquín Rodríguez Leal Quintanilla.